# The Red Skelton Show
The Red Skelton Show, ook bekend als The Red Skelton Hour, was een Amerikaans variétéprogramma gepresenteerd door voormalig radioster Red Skelton. De serie werd op de Amerikaanse televisie uitgezonden van 1951 tot 1971 en wist drie Emmy's in de wacht te slepen. In 1959 kreeg Skelton ook een Golden Globe voor zijn show.
Verschillende afleveringen van de serie bevinden zich in het publiek domein en zijn te downloaden via het Internet Archive.